# Senotainia repetek
Senotainia repetek är en tvåvingeart som beskrevs av Thomas Pape 1996. Senotainia repetek ingår i släktet Senotainia och familjen köttflugor.
Artens utbredningsområde är Turkmenistan. Inga underarter finns listade i Catalogue of Life.